# Prázdniny v Provence
Prázdniny v Provence je česká filmová komedie režiséra Vladimíra Michálka z roku 2016. Z větší části se odehrává na jihu Francie v Provence.

## Recenze
- František Fuka, FFFilm
- Mirka Spáčilová, iDnes.cz
- Alena Prokopová